# 鈴木来海
鈴木 来海（すずき くるみ、1997年12月28日 - ）は、日本の元女性ファッションモデル。元サンズエンタテインメント所属。

## 生い立ち
1997年、東京都に父でデザイナーの鈴木一泰、母・圭子の間に生まれる。一人っ子である。叔父（父の弟）はメジャーリーガーのイチロー、叔母は福島弓子、祖父は鈴木宣之である。
幼い頃、叔父のイチローが著名な野球選手であることを知らず、イチローがテレビCMに出演しているのを見て「どうして私は出られないの?」と両親に尋ねていた。イチローのCMのモノマネをしたのをきっかけに芸能界に徐々に興味を持つようになった。

## 芸能活動
父の一泰が芸能事務所サンズエンタテインメントのスタッフと知り合いだったことから、8歳の時に同社と契約を結んだ。同社はグラビアアイドルが多く所属していることで知られているが、社長の野田義治は「水着にはさせません」と当時語っていた。
2009年7月15日、東京都内で行われたアメリカのテレビドラマ『シークレット・アイドル ハンナ・モンタナ』のDVD発売記念イベントで芸能界デビューした。

## 人物
特技は新体操、ピアノ演奏。